# Ordine mistico del tempio della rosacroce
L'Ordine mistico del tempio della rosacroce, abbreviato spesso in OMTRC, è stata un'associazione a sfondo esoterico, attiva all'inizio del Novecento.

## Storia
L'ordine è originariamente stato fondato in Inghilterra nel 1912 da Annie Besant, Marie Russak e James Wedgwood, ma a causa di numerosi problemi che si originarono durante la prima guerra mondiale, la sua attività venne sospesa.
Besant ritornò infatti a occuparsi delle sue funzioni come alto grado del Droit Humain e presidente mondiale della Società teosofica, mentre Wedgwood continuò a lavorare come vescovo della Chiesa cattolica liberale. 
Nel 2017 sarebbe stato fondato in Italia, a Fresonara, un nuovo Ordine, chiamato Societas Italica Rosae Crucis.

## Struttura e funzionamento

### Principi
Il motto dell'associazione era Lux veritatis (luce della verità).
L'attività è quindi basata sulla massima Ora et labora. L'Ordine si appoggia su vari postulati che determinano la sua attività:
- credere in un Essere assoluto;
- sviluppo integrale dell'uomo;
- alimentare l'amore fraterno;
- istruzione gratuita.

La OMTRC stabilisce due tipi di riunioni:
- oratorio (o gruppo di studio dove si investigano diversi temi relazionati con la tradizione esoterica);
- laboratorio (o luogo di riunione dove si effettuano rituali ed altre pratiche spirituali).

### Gradi
L'Ordine possiede tre gradi iniziatici: discepolo, compagno e maestro.
Come dicono i veri maestri della teosofia, esiste una gran differenza tra l'iniziazione rituale e la vera iniziazione, per cui il seguente schema dei gradi è unicamente simbolico e non ha nessuna relazione con il progresso spirituale di ciascun membro.

### Obiettivi
- Diffusione dell'insegnamento spirituale.
- Alimentare lo studio della tradizione esoterica occidentale e le religioni comparate.
- Servizio cosciente.
- Attività spirituale progressiva e continua.
- Investigazione comparativa dei diversi rami della rosacroce.
- Promuovere la creazione di una Federazione rosacruciana fraterna, che si relazioni amichevolmente con tutti i gruppi rosacroce che riconoscono il Cristo come ideale.